# Iglesia del Carmen (Écija)
La iglesia parroquial de Nuestra Señora del Carmen de Écija fue un antiguo convento perteneciente a la Orden de Carmelitas Calzados. Actualmente, el templo es una iglesia parroquial desde la década de 1950, y las antiguas dependencias del convento forman parte del Colegio Diocesano Santa María Nuestra Señora.
Es la sede canónica de la Real Hermandad de Ntra. Sra. de la Soledad y el Santo Entierro de Ntro. Sr. Jesucristo, que actualmente realiza su estación de penitencia cada Sábado Santo y de la Archicofradía de María Auxiliadora que hace su salida procesional cada 24 de mayo. Además, acoge a una comunidad del Camino Neocatecumenal.

## Historia
La fundación del convento puede fecharse en el primer cuarto del s. XV y, según la tradición, la primitiva fábrica de la iglesia fue erigida por un tercio de soldados que se encontraban acuartelados en la ciudad durante la guerra de Granada. Para ello contaron con la protección del concejo y de varias familias nobles que ejercieron patronato a cambio de ser enterrados en el convento. En el s. XVIII fueron realizadas profundas remodelaciones en la iglesia conventual.
Durante la Guerra de la Independencia, el convento fue exclaustrado debido al decreto de 1809 de José I Bonaparte. Una vez terminada la contienda, los monjes reclamaron su devolución al ayuntamiento el 3 de enero de 1814. Aunque la petición fue concedida, el convento volvió a ser exclaustrado en 1836 por la desamortización de Mendizábal.
En 1897, las dependencias del convento y la iglesia fueron cedidos a los padres salesianos, quienes lo habitaron hasta el segundo cuarto del siglo XX.

## Descripción
La iglesia consta de una sola nave con acceso desde la portada situada a los pies, junto a la torre. En el muro de la Epístola se adosa a la capilla de la Soledad, con cabecera en sentido inverso al resto de la iglesia.
El templo se compone de una espaciosa nave cubierta por bóvedas de aristas y media naranja sobre pechinas con santos carmelitas en el presbiterio. Aunque su origen se remonta al siglo XV no quedan restos apreciables, debido a las profundas remodelaciones sufridas por el edificio. Las más notables en el siglo XVIII y la reedificación llevada a cabo entre 1881 y 1883, que le dieron aire neoclásico.
La nave está presidida por el retablo mayor; dedicado a la Virgen del Carmen, anónimo y fechado hacia 1780. De planta rectilína lo más destacable de la obra son las cuatro monumentales columnas sostenidas por mensulones y cubiertas por rocallas y decoración rococó, estando colocadas las de los extremos sesgadas. Al igual que otros retablos ecijanos, responde a la tipología de retablo-camarín cuya embocadura está flanqueada por dos estípites cuya ornamentación los hace aparecer desintegrados. Este aparatoso retablo es uno de los mayores de Écija en el que parece que intervienen al menos dos artistas ya que su mitad inferior está recubierta por una menuda labor de talla (repisas que sostienen las imágenes de las calles laterales y ménsulas sobre las que apoyan las columnas) que contrasta con la contenida ornamentación de la parte superior tendente al geometrismo con clara influencia de los placados cordobeses.
A ambos lados de la hornacina central se encuentran las imágenes de santa Teresa de Jesús y santa María Magdalena de Pazzi, y sobre ellas las de san Elesbaan, rey de Etiopía, y santa Ifigenia, realizadas en medias figuras. Finalmente aparecen las de san Elías en el carro y las figuras de san Eliseo y san Alberto de Sicilia, en el cuerpo superior.

### Portada
Situada en la Calle Fuentes de Andalucía, se caracteriza por el empleo del ladrillo tallado. Está articulada en dos cuerpos, con soportes a modo de estípites sobre podios que flanquean el vano central. En el cuerpo superior encontramos una hornacina que alberga entre pilastras una imagen de bulto redondo de la Virgen del Carmen en estado de cinta, también conocida como inmaculada carmelita. Ésta se encuentra flanqueada por remates piramidales y originalmente existían otras dos pequeñas hornacinas laterales hoy en día tapiadas.

#### Portada del convento
Al convento se accedía mediante portada situada en la calle San Juan Bosco que hoy en día es la entrada principal del Colegio Diocesano Santa María Nuestra Señora.
Está realizada en mármol blanco y consta de un gran vano central de medio punto flanqueado por columnas con éntasis y capiteles compuestos, elevadas sobre pedestales y basas. A su vez, éstas se flanquean por pilastras compuestas. Sobre el conjunto, el arquitrabe con dentículos sirve de base a un frontón triangular que aloja el escudo de la Orden del Carmen. Con posterioridad a 1950 se añadiría una escultura de María Auxiliadora sobre el frontón, flanqueada de dos lámparas.

### Torre
Se encuentra localizada junto a la portada de la iglesia, en el lado del Evangelio. Para su realización se utilizó como material predominante el ladrillo tallado y cortado, oculto tras un enfoscado que presenta una doble policromía, el albero pálido para las superficies lisas y la almagra para destacar los elementos horizontales. Consta de seis cuerpos, en los cuatro inferiores, de planta cuadrada, se repite el mismo esquema: basamento que soporta un arco de medio punto entre pilastras con entablamento completo. Los dos superiores, uno octogonal y otro circular se ornamentan con arcos de medio punto con dobles pilastras cajeadas y entablamento el primero, y vanos adintelados entre dobles molduras planas, a modo de pilastras, con media naranja en el segundo. El elemento más característico se encuentra en el tercer cuerpo de la caña, ya que en las pilastras aparecen dobles hornacinas de medio punto que albergan esculturas de mármol personificando a santos de la Orden Carmelita, siendo la única torre de Écija en la que aparecen esculturas. 

### Coro alto
A los pies de la nave central se encuentra la tribuna del coro. En su origen, la iglesia dispuso de un interesante coro de nogal compuesto por un facistol y una sillería enmarcada entre los siglos XVII y XVIII que fue trasladada en la década de 1940 al convento de los padres carmelitas de Osuna, previa solicitud del padre provincial Rafael Rangel.
Sobre una tribuna que prolonga el coro por el lado del Evangelio se encuentra un interesante órgano del siglo XVIII de autor desconocido, actualmente en mal estado de conservación. Éste se compone de cinco castillos, enmarcados por seis pilastras con guirnaldas. Tres torreones sobre ménsulas con guirnaldas y frutos. Dos planos lisos dobles, el inferior calado y el superior vano. El remate es de rocalla, con frontón en crestería mixtilínea y el escudo de la orden entre la rocalla.

### Lado del Evangelio
En la nave del Evangelio se encuentran distintos retablos, entre ellos el dedicado a santa Ana y la Virgen niña, al Sagrado Corazón de Jesús y a María Auxiliadora, todos ellos escultóricos. También hay dos retablos pictóricos, uno dedicado a santa Lucía y santa Bárbara y otro correspondiente a Jesús el Nazareno.
A los pies de la nave se localiza la tribuna del coro, y un cancel del siglo XVIII.

### Lado de la Epístola
En la nave de la Epístola se halla un óleo sobre lienzo que representa “La Muerte de San José”, a continuación un retablo del torso del Ecce Homo " Stmo. Cristo de las Penas" datado en 1644 del imaginero granadino Alonso de Mena Escalante. Actualmente esta Imagen es Titular del Grupo Parroquial del Stmo. Cristo de las Penas y Ntra. Sra. del Rosario de Fátima. El retablo se encuentra dedicado a san Juan Bosco.

### Capilla de la Soledad
Esta capilla pertenece a la Real Hermandad de la Soledad, que efectúa su salida procesional cada Sábado Santo. Posee varias tallas que reciben culto en esta Capilla.
En esta capilla se encuentra un retablo barroco de la Virgen de la Soledad, del segundo tercio del siglo XVIII. La Virgen procesiona junto a la urna del Santo Entierro el Sábado Santo.
En la capilla de la Piedad destaca un grupo escultórico que representa el “Descendimiento de la Cruz” del siglo XVIII y un retablo con la imagen de un Crucificado de hacia 1520.
En la capilla del Santo Sepulcro se conserva una urna con aplicaciones de carey y plata, del primer cuarto del siglo XVIII. En ella aparece la imagen yacente de Jesús, escultura fechada entre los siglos XIV y XV.